# تاچر (آریزونا)
تاچر (به انگلیسی: Thatcher) شهری در شهرستان گراهام ایالت آریزونا است که در سرشماری سال ۲۰۱۰ میلادی، ۴٬۸۶۵ نفر جمعیت داشته است. تاچر، به‌طور رسمی در تاریخ ۱۸۹۹ میلادی به‌عنوان یک شهر شناخته شد.